# Las Vegas Grand Prix de 2007
Las Vegas Grand Prix de 2007 foi a primeira corrida da temporada 2007 da Champ Car World Series. A corrida foi disputada nas ruas da cidade de Las Vegas, Nevada, e foi vencida pelo piloto australiano Will Power, da equipe Team Australia.

## Resultados

### Corrida
| Pos | Nº | Piloto             | Equipe                    | Voltas | Tempo       | Largada | Pontos |
| --- | -- | ------------------ | ------------------------- | ------ | ----------- | ------- | ------ |
| 1   | 5  | Will Power         | Team Australia            | 68     | 1:45:13.637 | 1       | 34     |
| 2   | 14 | Robert Doornbos    | Minardi Team USA          | 68     | +16.789     | 3       | 27     |
| 3   | 3  | Paul Tracy         | Forsythe Racing           | 68     | +27.356     | 2       | 27     |
| 4   | 8  | Alex Tagliani      | RSPORTS                   | 68     | +48.981     | 4       | 24     |
| 5   | 22 | Tristan Gommendy   | PKV Racing                | 68     | +1:10.396   | 11      | 21     |
| 6   | 11 | Katherine Legge    | Dale Coyne Racing         | 68     | +1:21.261   | 13      | 20     |
| 7   | 19 | Bruno Junqueira    | Dale Coyne Racing         | 66     | +1 volta    | 6       | 18     |
| 8   | 29 | Alex Figge         | Pacific Coast Motorsports | 63     | +5 voltas   | 17      | 15     |
| 9   | 7  | Mario Dominguez    | Forsythe Racing           | 57     | +11 voltas  | 7       | 13     |
| 10  | 21 | Neel Jani          | PKV Racing                | 56     | Abandonou   | 9       | 11     |
| 11  | 28 | Ryan Dalziel       | Pacific Coast Motorsports | 52     | +16 voltas  | 15      | 10     |
| 12  | 15 | Simon Pagenaud     | Team Australia            | 47     | Abandonou   | 5       | 9      |
| 13  | 1  | Sébastien Bourdais | N/H/L Racing              | 30     | Abandonou   | 16      | 8      |
| 14  | 9  | Justin Wilson      | RSPORTS                   | 20     | Abandonou   | 8       | 7      |
| 15  | 4  | Dan Clarke         | Minardi Team USA          | 13     | Abandonou   | 12      | 6      |
| 16  | 42 | Matt Halliday      | Conquest Racing           | 3      | Abandonou   | 14      | 5      |
| 17  | 2  | Graham Rahal       | N/H/L Racing              | 1      | Abandonou   | 10      | 4      |